# Șișcăuți, Cozmeni
Șișcăuți (în ucraineană Шишківці, transliterat: Șîșkivți și în germană Schischkoutz) este un sat reședință de comună în raionul Cozmeni din regiunea Cernăuți (Ucraina). Are 1,598 locuitori, preponderent ucraineni (ruteni).
Satul este situat la o altitudine de 233 metri, pe malul unor iazuri ce alimentează pârâul Sovița, în partea de nord a raionului Cozmeni.

## Istorie

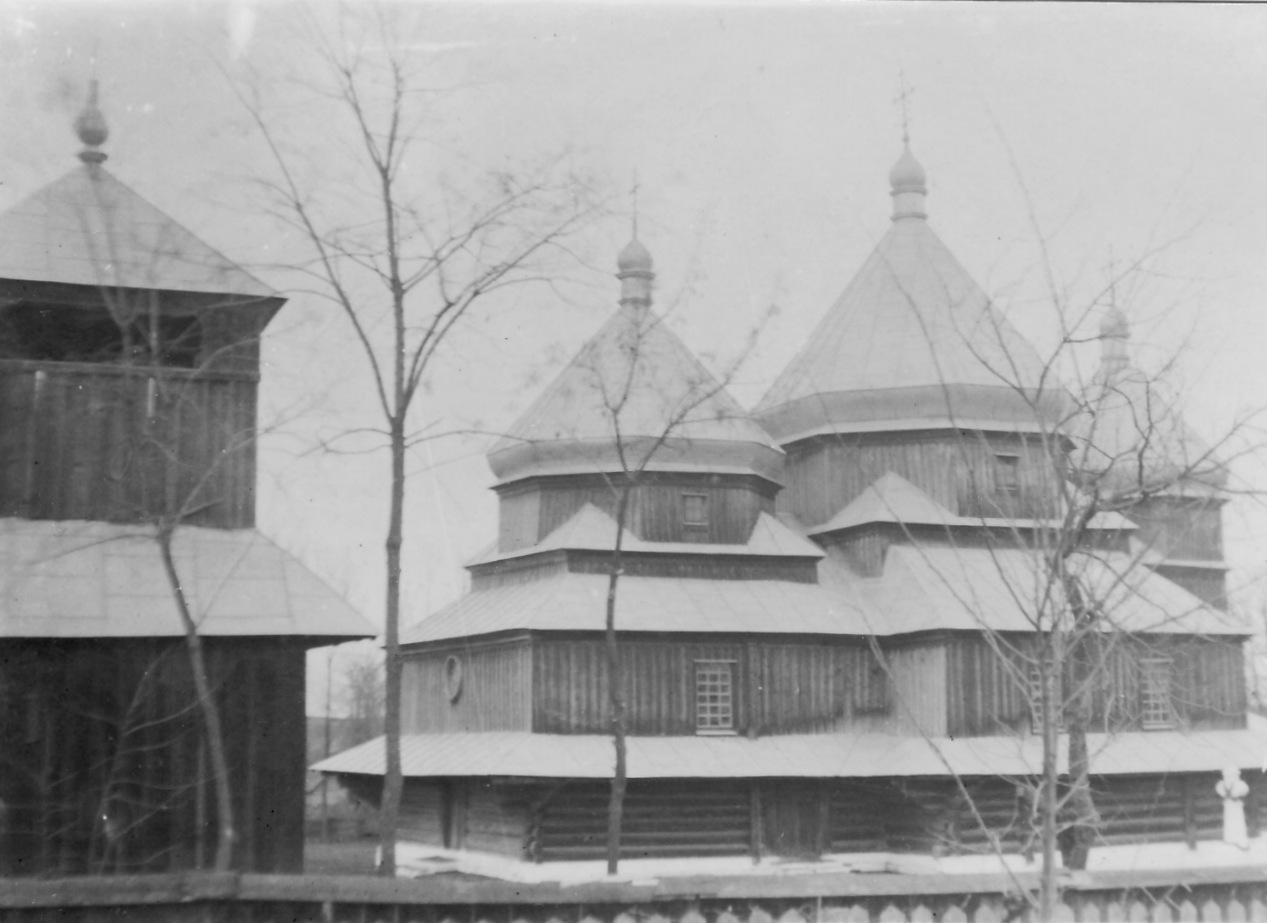
Biserica de lemn în 1936

Localitatea Șișcăuți a făcut parte încă de la înființare din regiunea istorică Bucovina a Principatului Moldovei. Prima atestare documentară a localității datează din 5 iunie 1521.
După anexarea Bucovinei de către Imperiul Habsburgic în anul 1775, localitatea Șișcăuți a făcut parte din Ducatul Bucovinei, guvernat de către austrieci, făcând parte din districtul Cozmeni (în germană Kotzmann). Din 1859, funcționa la Șișcăuți o școală cu 3 clase.
După Unirea Bucovinei cu România la 28 noiembrie 1918, satul Șișcăuți a făcut parte din componența României, în Plasa Șipenițului a județului Cernăuți. Pe atunci, majoritatea populației era formată din ucraineni.
Ca urmare a Pactului Ribbentrop-Molotov (1939), Bucovina de Nord a fost anexată de către URSS la 28 iunie 1940, reintrând în componența României în perioada 1941-1944. Apoi, Bucovina de Nord a fost reocupată de către URSS în anul 1944 și integrată în componența RSS Ucrainene. 
Începând din anul 1991, satul Șișcăuți face parte din raionul Cozmeni al regiunii Cernăuți din cadrul Ucrainei independente. Conform recensământului din 1989, numărul locuitorilor care s-au declarat români plus moldoveni era de 4 (2+2), reprezentând 0,23% din populația comunei . În prezent, satul are 1.598 locuitori, preponderent ucraineni.

## Demografie
Componența lingvistică a comunei Șișcăuți
     Ucraineană (99,5%)
     Alte limbi (0,44%)
Conform recensământului din 2001, majoritatea populației comunei Șișcăuți era vorbitoare de ucraineană (99,5%), existând în minoritate și vorbitori de alte limbi.
1989: 1.774 (recensământ)
2007: 1.598 (estimare)

### Recensământul din 1930
Componența etnică a comunei Șișcăuți (județul Cernăuți)
     Ruteni (94,85%)
     Evrei (4,41%)
     Altă etnie (0,74%)
Componența confesională a comunei Șișcăuți
     Ortodocși (95,46%)
     Mozaici (4,41%)
     Altă religie (0,13%)
Conform recensământului efectuat în 1930, populația comunei Șișcăuți se ridica la 1.631 locuitori. Majoritatea locuitorilor erau ruteni (94,85%), cu o minoritate de evrei (4,41%). Alte persoane s-au declarat: români (11 persoane) și maghiari (1 persoană). Din punct de vedere confesional, majoritatea locuitorilor erau ortodocși (95,46%), dar existau și mozaici (4,41%). Alte persoane au declarat: greco-catolici (1 persoană) și reformați\calvini (1 persoană).